# Васільов
Васільов (словац. Vasiľov) — село, громада округу Наместово, Жилінський край. Кадастрова площа громади — 9.14 км².
Населення 826 осіб (станом на 31 грудня 2018 року). Протікає річка Груштінка.

## Історія
Васільов згадується 1554 року.

## Населення
| Рік:            | 1994. | 2004.   | 2014.   | 2024.   |
| --------------- | ----- | ------- | ------- | ------- |
| Кількість осіб: | 767   | 757     | 819     | 818     |
| Різниця:        |       | -1,30 % | +8,19 % | -0,12 % |

| Рік:            | 2023. | 2024.   |
| --------------- | ----- | ------- |
| Кількість осіб: | 823   | 818     |
| Різниця:        |       | -0,60 % |